# ITF Wheelchair Circuit 2013
L'ITF Wheelchair Circuit 2013 sono una serie di tornei di tennis per giocatori diversamente abili gestita dall'ITF.